# Jeghvarddammen
Jeghvarddammen (armeniska: Եղվարդի ջրամբար) är en reservoar i Armenien. Den ligger i provinsen Kotajk, i den centrala delen av landet, 13 kilometer norr om huvudstaden Jerevan. Jeghvarddammen ligger 1 298 meter över havet.
Trakten runt Jeghvarddammen består i huvudsak av gräsmarker. Runt Jeghvarddammen är det mycket tätbefolkat, med 4 343 invånare per kvadratkilometer.